# کانال مقعدی
کانال مقعدی (به انگلیسی: Anal canal) بخشی است که راست روده را به مقعد وصل می‌کند که در زیر سطح دیافراگم لگن قرار دارد. در درون مثلث مقعدی میان‌دوراه، بین حفره ایسکیوآنال راست و چپ قرار دارد. به عنوان آخرین بخش عملکردی روده، برای تنظیم ترشح مدفوع توسط دو کمپلکس اسفنکتر ماهیچه‌ای عمل می‌کند. مقعد دیافراگم در بخش انتهایی کانال مقعد است.

## نگارخانه

آناتومی مقعد و کانال راست روده
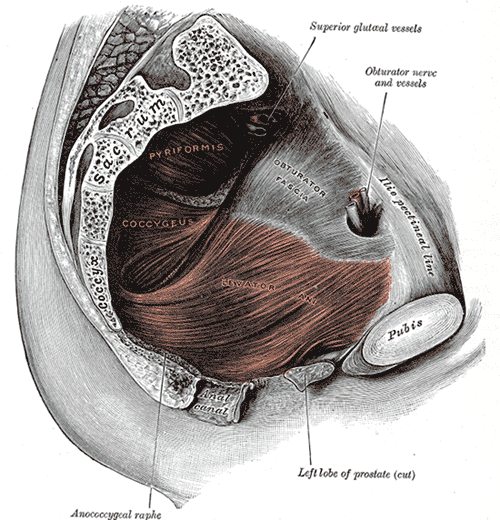
سمت چپ لواتور آنی از داخل
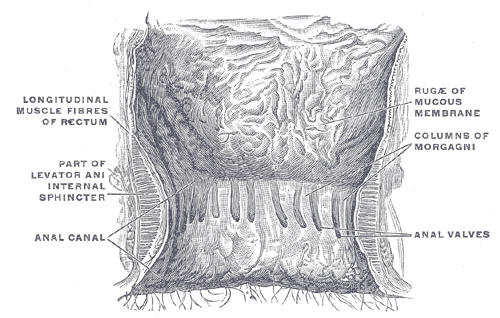
داخل کانال مقعد و قسمت پایین رکتوم
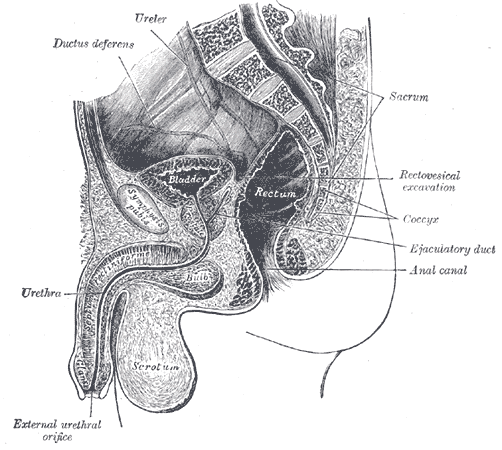
بخش ساژیتال میانی لگن مرد
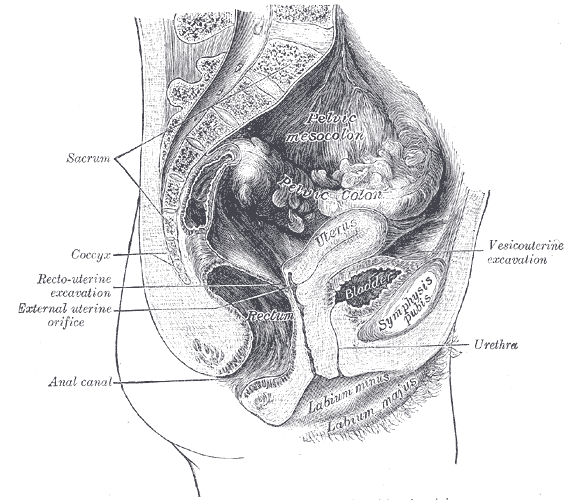
بخش ساژیتال میانی لگن زن